# Друговичи (Лакташи)
Друговичи — населенный пункт в общине Лакташи, которая принадлежит энтитету Республике Сербской, Босния и Герцеговина. По результатам югославской переписи населения 1991 года в Друговичах проживало 876 человек.

## Население
| 1961                           | 1971 | 1981 | 1991 | - | - | - |
| ------------------------------ | ---- | ---- | ---- | - | - | - |
| 1289                           | 1205 | 1034 | 876  | - | - | - |
| Гистограмма динамики населения |      |      |      |   |   |   |

### Национальный состав
1971 год:
- Сербы — 1194
- Хорваты — 4
- Югославы — 0
- Другие — 6
- Мусульмане — 1

1981 год:
- Сербы — 982
- Хорваты — 3
- Югославы — 45
- Другие — 4
- Мусульмане — 0

1991 год:
- Сербы — 863
- Хорваты — 2
- Югославы — 10
- Другие — 1
- Мусульмане — 0